# Plärrerhochhaus
Il Plärrerhochhaus (letteralmente: "grattacielo Plärrer") è un grattacielo della città tedesca di Norimberga, adibito a uffici. Esso domina la piazza del Plärrer, dalla quale prende il nome.

## Storia
Il grattacielo venne costruito dal 1951 al 1953 su progetto di Wilhelm Schlegtendal. All'epoca della costruzione era l'edificio più alto dell'intera Baviera, e rappresentò simbolicamente la rinascita post-bellica della città e della regione.

## Caratteristiche
Il grattacielo, che conta 15 piani, ha un'altezza di 56 m ed è concluso superiormente da un attico vetrato.
Adiacente al grattacielo appartiene allo stesso complesso edilizio un corpo di fabbrica lungo 100 m, alto quattro piani e posto in fregio alla Fürther Straße.